# アララト (ブランデー)

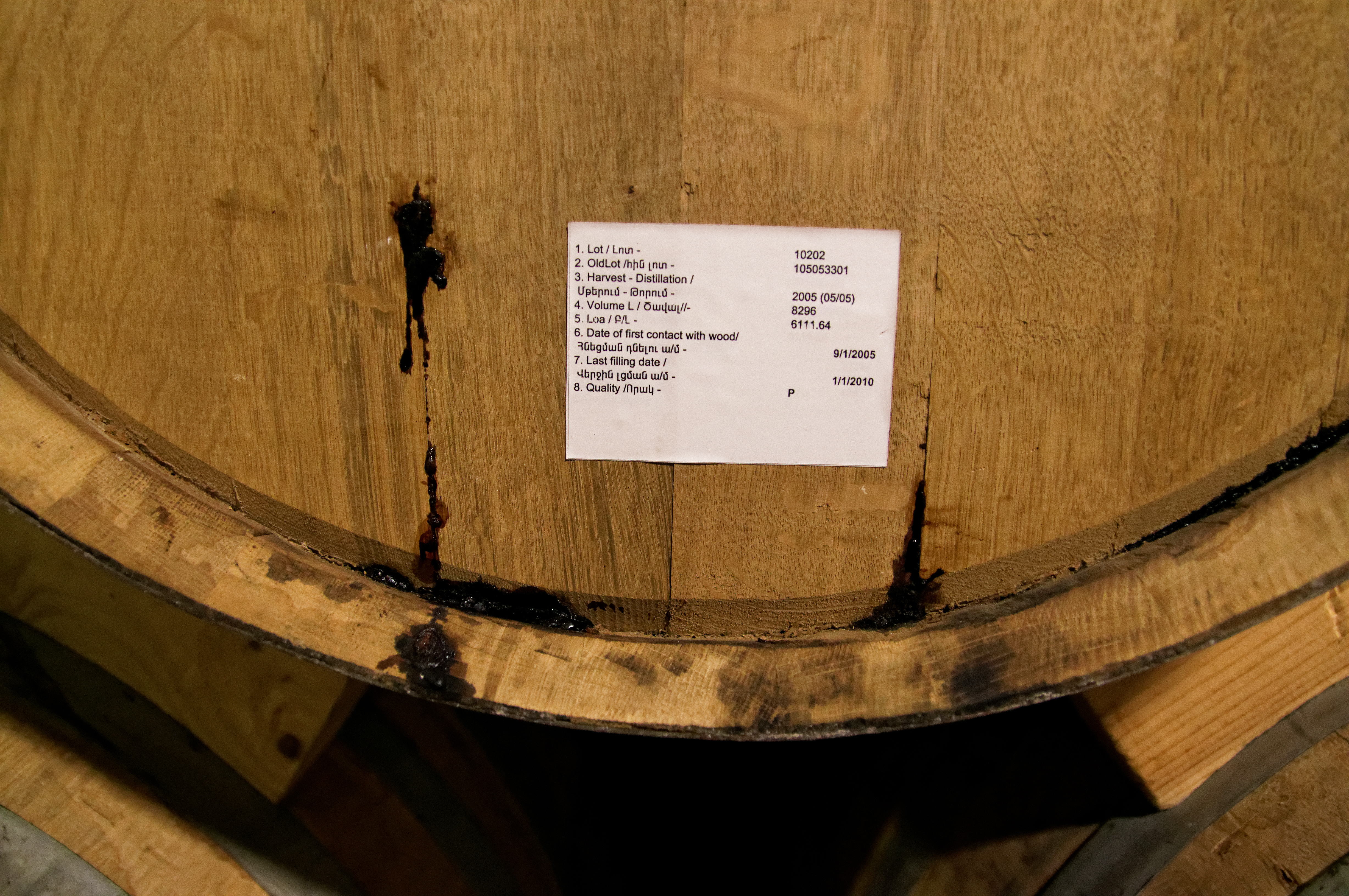

アララトは、アルメニアのエレバンブランデー(en:Yerevan Brandy Company)が1887年から製造・販売しているブランデーで、伝統的な方法ではアルメニアの白ブドウから作られた特産のワインと湧き水を原料とする。アララト山（現在はトルコ領）にちなんで名付けられた。
3年ものから6年ものまでを「オーディナリー」、10年ものから20年ものを「エイジド」と呼ぶ。特徴的な味と芳醇な香りは国際品評会などでも高い評価を受けている。
アルメニア国内に留まらず、ロシア、ジョージア、ウクライナ、ベラルーシをはじめとした旧ソビエト連邦の各国で人気がある。特にロシアでは「アルメニアコニャック」（Армянский коньяк）の愛称で親しまれ、ロシア語話者の間ではコニャックとして流通している。
アララトは一応ブランデーに分類されるが満足に本質を捉えているわけではなく、「コニャック風ワイン」とも表現される。
ヤルタ会談の際、ウィンストン・チャーチルがヨシフ・スターリンから勧められたドゥヴィンというアルメニアブランデーに深く感銘を受け、毎年数ケースずつ送ってくれるよう頼んだと言われている。伝えられるところによれば毎年400本が贈られたという。ドゥヴィンは1943年に初めて作られ、かつて存在した同名の古代都市(en:Dvin)にあやかって名付けられた。